# Polaryzacja fali

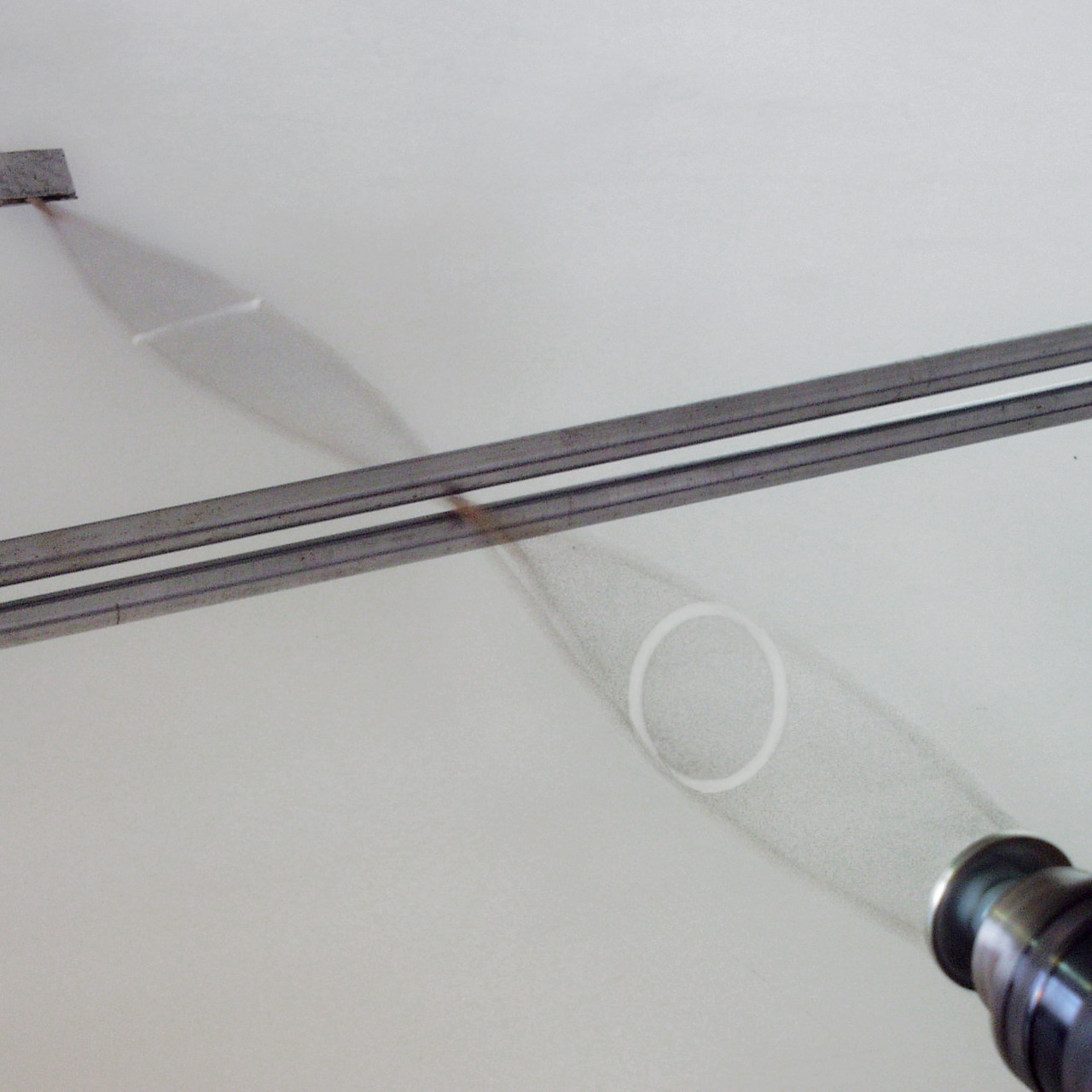
Demonstracja polaryzacji fali mechanicznej

Polaryzacja – właściwość fali poprzecznej, dotycząca uporządkowanej relacji między kierunkiem oscylacji zaburzenia a kierunkiem rozchodzenia się fali. Polaryzacją nazywa się również proces osiągania określonego stanu polaryzacji.
W poprzecznej fali niespolaryzowanej oscylacje rozchodzącego się zaburzenia zachodzą z jednakową amplitudą we wszystkich kierunkach prostopadłych do kierunku rozchodzenia się fali. Fala niespolaryzowana może być traktowana jako złożenie bardzo wielu fal spolaryzowanych w różny sposób.
Polaryzacja występuje tylko dla takich rodzajów fal i takich warunków, w których oscylacje mogą odbywać się w różnych kierunkach prostopadłych do kierunku rozchodzenia się fali. W innych przypadkach rozważanie zjawiska polaryzacji nie ma sensu – dotyczy to na przykład drgań rozchodzących się na powierzchni membrany i na granicach ośrodków o różnej gęstości (między innymi fale morskie). Fale dźwiękowe w gazach (również w powietrzu) nie podlegają zjawisku polaryzacji, gdyż są falami podłużnymi.

## Rodzaje polaryzacji

Fala płaska spolaryzowana liniowo (kolor czerwony) oraz jej składowe w kierunkach i (kolor niebieski i zielony)

W zależności od kierunku oscylacji zaburzenia rozróżnia się wiele typów polaryzacji. W przypadku fali elektromagnetycznej rozchodzą się oscylacje zarówno pola magnetycznego, jak i elektrycznego. Obecnie zwyczajowo przyjęto, że polaryzację fali elektromagnetycznej określa się dla jej składowej elektrycznej (składowa magnetyczna jest do niej prostopadła).

### Polaryzacja liniowa

Fala spolaryzowana kołowo prawoskrętnie

Fala spolaryzowana kołowo lewoskrętnie

W fali spolaryzowanej liniowo oscylacje odbywają się w jednej płaszczyźnie, która zawiera kierunek rozchodzenia się fali.
W układzie współrzędnych XYZ spolaryzowaną liniowo falę rozchodzącą się w kierunku osi OZ można przedstawić jako superpozycję dwóch fal spolaryzowanych liniowo w dowolnych ustalonych kierunkach (np. w kierunkach osi OX i OY). Fale składowe są w zgodnej fazie lub w przeciwfazie (przesunięte o 180°), a stosunek ich amplitud określa kierunek polaryzacji fali wypadkowej powstającej w wyniku opisanej superpozycji.

### Polaryzacja kołowa

Złożenie dwóch fal spolaryzowanych liniowo, przesuniętych w fazie o π/2

W polaryzacji kołowej rozchodzące się zaburzenie (na przykład pole elektryczne lub odchylenie cząstki ośrodka materialnego od położenia równowagi) określane wzdłuż kierunku ruchu fali ma zawsze taką samą wartość, ale jego kierunek się zmienia. Kierunek zmian jest taki, że w ustalonym punkcie przestrzeni koniec wektora opisującego zaburzenie zatacza okrąg w czasie jednego okresu fali.
Taki ruch po okręgu można rozłożyć na dwa drgania harmoniczne o jednakowych amplitudach, ale o fazach przesuniętych o 90° lub 270° (–90°). W zależności do tego, czy fazy są przesunięte o 90° czy 270°, mówi się o polaryzacji kołowej prawoskrętnej lub polaryzacji kołowej lewoskrętnej. Wektor opisujący zaburzenie obraca się wtedy albo w prawo, albo w lewo.
Falę spolaryzowaną kołowo można otrzymać przez złożenie dwóch fal o jednakowych amplitudach i częstotliwościach, rozchodzących się w tym samym kierunku, spolaryzowanych liniowo w kierunkach wzajemnie prostopadłych, a przesuniętych w fazie o odpowiedni kąt.

### Polaryzacja eliptyczna
W polaryzacji eliptycznej rozchodzące się zaburzenie określane wzdłuż kierunku ruchu fali ma zawsze wartość i kierunek taki, że w ustalonym punkcie przestrzeni koniec wektora opisującego zaburzenie zatacza elipsę.
Falę spolaryzowaną eliptycznie można otrzymać przez złożenie dwóch fal o jednakowych częstotliwościach, rozchodzących się w tym samym kierunku, spolaryzowanych liniowo w kierunkach wzajemnie prostopadłych, przesuniętych w fazie o odpowiedni kąt, ale o różnych amplitudach. Można ją także otrzymać jako złożenie fal o polaryzacji liniowej i kołowej.
Zarówno polaryzacja liniowa, jak i kołowa to szczególne przypadki polaryzacji eliptycznej.

### Inne rodzaje polaryzacji

Polaryzacja azymutalna i radialna promienia lasera

W przypadku fal elektromagnetycznych są możliwe również inne, dużo bardziej złożone rodzaje polaryzacji, spotykane na przykład w falowodach, albo wytwarzane za pomocą specjalnych laserów.
Przykładem może być polaryzacja radialna, w której wektor natężenia pola elektrycznego w każdym punkcie wiązki promieniowania jest skierowany w kierunku centrum wiązki, lub polaryzacja azymutalna, w którym jest styczny do obwodu wiązki. Tego typu fale zawierają często również składowe pola elektrycznego, magnetycznego (lub obu) równoległe do kierunku ruchu fali, nie są więc falami poprzecznymi.

## Powstawanie fali spolaryzowanej
Istnieją zjawiska fizyczne, które powodują powstanie fali spolaryzowanej w określony sposób – są one zarówno spotykane w naturze, jak i wykorzystywane technicznie.

### Emisja fali spolaryzowanej
Gdy zachodzące w pewnym kierunku drgania ośrodka materialnego powodują powstanie mechanicznej fali poprzecznej, to fala ta jest spolaryzowana – przykładem są drgania tektoniczne.
Fala elektromagnetyczna, której jednym ze składników jest pole elektryczne, może powstać w wyniku oscylacyjnego ruchu ładunku elektrycznego (na przykład w antenie dipolowej), który z kolei wywołuje rozchodzące się oscylacje tego pola. Powstająca fala jest spolaryzowana liniowo, a kierunek polaryzacji leży w płaszczyźnie wyznaczonej przez promieniujący dipol.
Promieniowanie cieplne, w tym także świecenie rozgrzanych ciał, powstaje w wyniku ruchów cząsteczek w przypadkowych kierunkach i dlatego światło emitowane przez rozgrzane ciała nie jest spolaryzowane. Niektóre źródła promieniowania elektromagnetycznego, w których kierunek drgań cząstek naładowanych (na przykład elektronów) jest ograniczony (na przykład poprzez silne pole elektryczne, magnetyczne lub budowę i uporządkowanie cząsteczek), wytwarzają światło spolaryzowane. Światło linii spektroskopowych powstające w polu magnetycznym, jeżeli pole magnetyczne wpływa na poziomy energetyczne, również jest spolaryzowane. Jeżeli określona polaryzacja emitowanej fali nie jest wymuszona, lecz tylko uprzywilejowana, to polaryzacja emitowanego światła jest częściowa.

### Polaryzacja światła laserowego
Światło emitowane przez lasery może być spolaryzowane. Przyczynami jego polaryzacji są:
- zależność wzmocnienia optycznego ośrodka czynnego lasera od polaryzacji światła (w kryształach anizotropowych),
- zależność strat rezonatora od polaryzacji:
  - specjalnie w tym celu stosowane okienko Brewstera,
  - niewielkie przypadkowe nachylenia elementów optycznych lasera,
- nawet jeżeli wzmocnienie lasera jest izotropowe, to na skutek wywołanych fluktuacjami termicznymi zmian właściwości optycznych pojawia się niestabilna spontaniczna polaryzacja, często o złożonym charakterze.

### Odbicie od ośrodka dielektrycznego

Polaryzator światła wykorzystujący zjawisko polaryzacji przy odbiciu od ośrodka przezroczystego

Gdy niespolaryzowane światło pada na granicę dwóch ośrodków przezroczystych pod takim kątem (kąt Brewstera), że promień odbity tworzy z promieniem załamanym kąt prosty, to światło odbite zostaje całkowicie, a światło przechodzące częściowo spolaryzowane liniowo. Zjawisko polaryzacji przez odbicie zostało odkryte w 1809 r. przez Malusa. Dla innych kątów padania światła, światło odbite jest również spolaryzowane częściowo. Im kąt padania bardziej różni się od kąta Brewstera, tym stopień polaryzacji światła odbitego jest mniejszy. Przy odbiciach od dielektryków nieprzezroczystych promień załamany zostanie oczywiście pochłonięty, ale odbity jest nadal spolaryzowany.
Zjawisko to jest odpowiedzialne za polaryzację światła tęczy, która tworzy się na skutek załamań i odbić światła w kroplach wody oraz tęczowego halo wokół słońca i księżyca (o promieniach kątowych 22° i 46°), powstającego na skutek załamania promieni światła na heksagonalnych kryształkach lodu w wysokich warstwach atmosfery.
Odbicie światła od powierzchni metalu nie polaryzuje światła niespolaryzowanego, ale zmienia stan polaryzacji odbitego pod kątem światła, na przykład przy odpowiednich kątach światło spolaryzowane liniowo po odbiciu od gładkiej powierzchni metalowej zmienia polaryzację na eliptyczną albo kołową. Zmiana polaryzacji wynika ze zmiany fazy składowej elektrycznej prostopadłej do powierzchni odbijającej w stosunku do składowej równoległej do niej.

### Rozpraszanie fali

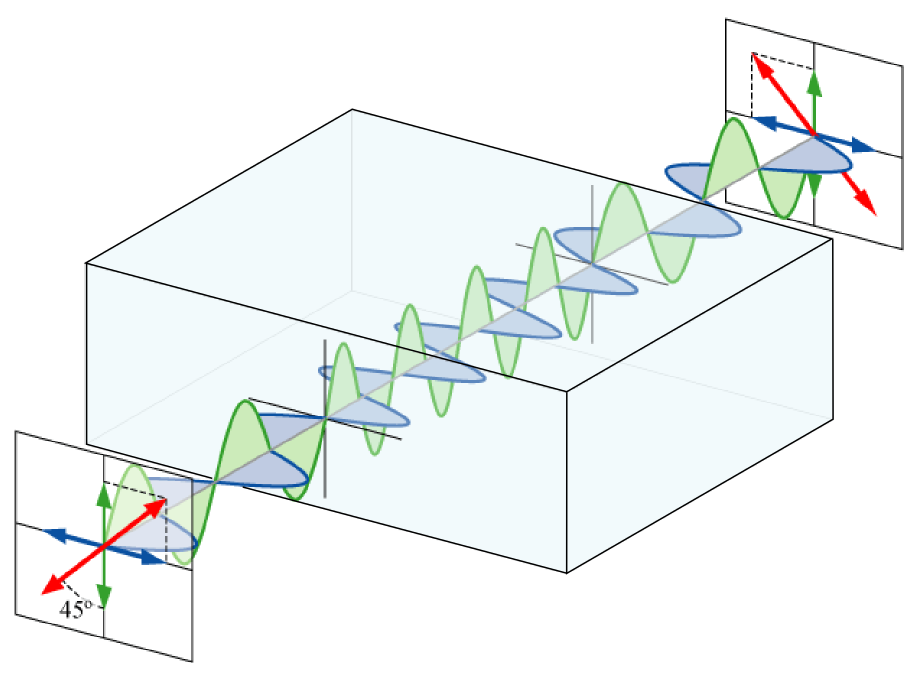
Światło spolaryzowane liniowo przy przejściu przez płytkę półfalową zmienia kierunek polaryzacji

Przy rozpraszaniu fali elektromagnetycznej na cząsteczkach mniejszych od jej długości następuje jej polaryzacja. Fala rozproszona pod kątem prostym jest całkowicie spolaryzowana liniowo, a rozproszona w innym kierunku jest spolaryzowana częściowo.
W atmosferze znajdują się drobne cząsteczki pyłów i aerozoli, które rozpraszają w ten sposób światło, istotną rolę gra też rozpraszanie na fluktuacjach termicznych powietrza. Zjawisko to odpowiada za polaryzację błękitu nieba i białego halo dookoła słońca i księżyca (wraz z odbiciem promieni światła od powierzchni kryształków lodu).
Analizując polaryzację światła rozproszonego, można określić kąt rozproszenia, czyli określić kierunek padania światła na medium rozpraszające, co jest wykorzystywane w astronomii.

### Dwójłomność

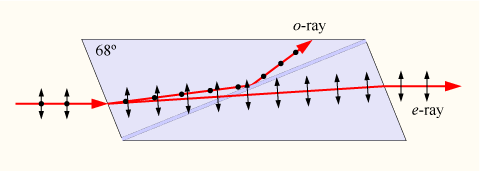
Pryzmat Nicola – polaryzator wykorzystujący dwójłomność

Niektóre kryształy wykazują anizotropię stałej dielektrycznej, co powoduje, że prędkość rozchodzenia się światła, a więc i współczynnik załamania zależy od kierunku. W takim krysztale podczas załamania promień wchodzący do kryształu rozdziela się na dwa o prostopadłych polaryzacjach liniowych. Zjawisko to, wykorzystuje się do otrzymywania wiązki światła spolaryzowanego w pryzmacie Nicola.
W każdym krysztale dwójłomnym istnieje kierunek, w którym biegnące światło nie rozdziela się na dwa promienie, ale jego spolaryzowane składowe poruszają się z różnymi prędkościami. Zjawisko to wykorzystywane jest do zmiany rodzaju polaryzacji światła w płytkach ćwierćfalowych i płytkach półfalowych.

### Selektywne pochłanianie

Polaryzacja fali elektromagnetycznej przy przejściu przez drabinkę z drutów

Fala rozchodząc się w ośrodku, w którym oscylacje w jednym z kierunków są tłumione silniej niż w prostopadłym do niego, ulegnie polaryzacji.
Przykładem takiego ośrodka dla fali elektromagnetycznej może być drabinka z drutów, czyli układ cienkich równoległych drutów przewodzących prąd elektryczny. Średnica drutów i odległość między nimi musi być mała, a ich długość porównywalna z długością fali. Układ taki pochłania fale, w których oscylacje wektora elektrycznego są równoległe do drutów, a przepuszcza fale, w których jego oscylacje są prostopadłe do drutów. Układy takie buduje się dla fal radiowych i mikrofal.
Polaryzatory dla podczerwieni i światła widzialnego działają na takiej samej zasadzie, lecz rolę drutów przejmują odpowiednio ułożone cząsteczki związków chemicznych. Można to osiągnąć poprzez rozciąganie w trakcie produkcji folii wykonanej z odpowiedniego tworzywa sztucznego, w wyniku czego powstaje układ równolegle ułożonych cząsteczek pochłaniających fale elektromagnetyczne spolaryzowane w jednym kierunku.

## Zjawiska związane z polaryzacją
Tekst poniżej opisuje polaryzację fal elektromagnetycznych, choć zjawiska te zachodzą też dla fal mechanicznych, przykładowo fal sejsmicznych rozchodzących się w Ziemi.

### Dwójłomność wymuszona
Niektóre dielektryki wykazują zależność stałej dielektrycznej od przyłożonego pola elektrycznego lub magnetycznego. W normalnych warunkach nie są one dwójłomne, pod wpływem przyłożonego pola uzyskują tę właściwość. Zjawisko to na cześć odkrywcy nosi nazwę efektu Kerra i znalazło zastosowanie do modulacji światła polem elektrycznym w przyrządach zwanych komórkami Kerra.
Uzyskanie przez substancję dwójłomności w kierunku przyłożonego pola nosi nazwę efektu Pockelsa i stosowane jest do uzyskiwania sterowanych napięciem elektrycznym płytek opóźniających fazę składowej światła o określonej polaryzacji zwanych komórkami Pockelsa.

### Skręcenie płaszczyzny polaryzacji
Wiele związków chemicznych posiada zdolność zmiany kierunku polaryzacji przechodzącego światła. Zjawisko to zwane jest aktywnością optyczną.
Wykazują ją te związki których cząsteczki nie posiadają inwersyjnej osi symetrii. Cząsteczki takie mogą występować w dwóch formach, zwanych enancjomerami, będących wzajemnie swymi odbiciami lustrzanymi. Enancjomery skręcają płaszczyznę polaryzacji przechodzącego światła w przeciwnych kierunkach. Z tego powodu mieszanina zawierająca równe ilości obydwu enancjomerów (mieszanina racemiczna) nie skręca płaszczyzny polaryzacji.
Zjawisko skręcenia polaryzacji światła znajduje zastosowanie w analizie chemicznej.
Wszystkie aktywne optycznie związki organiczne produkowane przez organizmy żywe istnieją tylko w postaci jednego z dwóch możliwych enancjomerów. Pomiar aktywności optycznej jest więc metodą umożliwiającą rozróżnienie ich od sztucznie syntetyzowanych mieszanin racemicznych.

## Polaryzacja w naturze, nauce i życiu codziennym

### Filtry polaryzacyjne

Światło spolaryzowane oglądane przez polaryzacyjny filtr fotograficzny przy różnych kątach pomiędzy płaszczyzną polaryzacji światła padającego, a płaszczyzną polaryzacji światła przepuszczanego przez filtr

Światło rozproszone lub odbite od dielektryków jest spolaryzowane. Do jego stłumienia można wykorzystać filtr, który selektywnie pochłania światło o ich polaryzacji. Filtry takie, zwane polaryzacyjnymi, są stosowane w przyrządach optycznych. Przykładem mogą być okulary przeciwsłoneczne, w których zmniejszają one jasność nieba w słoneczne dni oraz blokują spolaryzowane światło odbite (co jest przydatne dla osób kierujących pojazdami mechanicznymi).
Filtry tego rodzaju są też stosowane w fotografii, gdzie przyciemniają błękit nieba, zapobiegają pojawianiu się odblasków oraz (tłumiąc odbicia) umożliwiają robienie zdjęć przez szyby.
|  |  |

### Wyświetlacze ciekłokrystaliczne

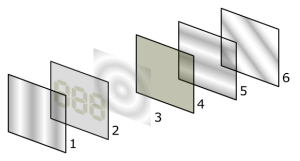
Schemat wyświetlacza LCD: 1 – polaryzator pionowy, 2 i 4 – szyba z przeźroczystymi elektrodami, 3 – ciekły kryształ, 5 – polaryzator poziomy, 6 – powierzchnia odbijająca

Wyświetlacz ciekłokrystaliczny (LCD) zawiera dwa skrzyżowane polaryzatory, pomiędzy którymi umieszczono warstwę ciekłego kryształu. Pod wpływem napięcia przyłożonego do elektrod następuje zmiana ustawienia cząsteczek w warstwie ciekłokrystalicznej, co powoduje zmianę wielkości skręcenia płaszczyzny polaryzacji przez tę warstwę, a co za tym idzie – zmianę przezroczystości całego układu.

### Projekcja obrazu trójwymiarowego
Kolejnym praktycznym wykorzystaniem zjawiska polaryzacji jest technika projekcji stereoskopowej (przestrzennej) na dużym ekranie dla wielu widzów jednocześnie, stosowana między innymi w kinach IMAX.
Kamera stereoskopowa posiada dwa obiektywy i rejestruje równocześnie dwa obrazy. Ich osie optyczne są przesunięte względem siebie o odległość zbliżoną do rozstawu ludzkich oczu (lub inną odległość w przypadku efektów specjalnych). Projektor także jest podwójny. Równocześnie wyświetlane są dwa obrazy, każdy z nich przez swój obiektyw, wyposażony w filtr polaryzacyjny. Jeden filtr obrócony jest względem drugiego o 90°. Widz zakłada specjalne okulary wyposażone w filtry polaryzacyjne. Płaszczyzny polaryzacji w okularze lewym i prawym są ustawione analogicznie do filtrów w projektorze, dzięki czemu do każdego oka widza dociera tylko jeden, przeznaczony dla niego obraz. W efekcie jedno oko widzi film wyświetlany przez lewy projektor, a drugie przez prawy i do mózgu widza dociera taki sam obraz, jak gdyby osobiście znajdował się na planie filmowym.

### Polaryzacja fal radiowych

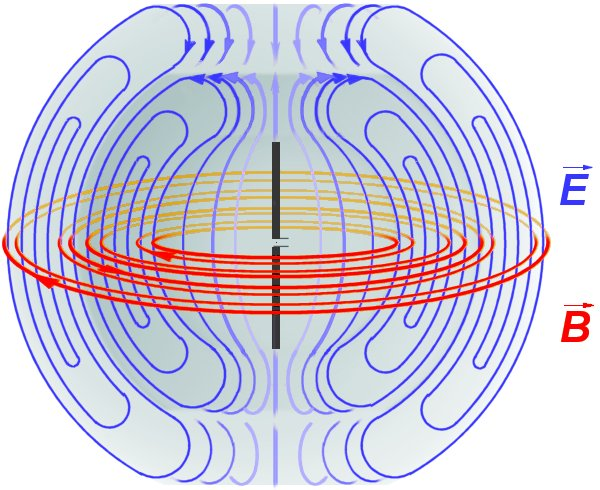
Schematyczne przedstawienie pola elektrycznego (kolor niebieski) i magnetycznego (czerwony) fali radiowej promieniowanej przez antenę dipolową

Nawet najprostsza antena dipolowa wytwarza falę radiową o dosyć skomplikowanej strukturze. Polaryzacja fali promieniowanej przez dipol jest liniowa, w płaszczyźnie zawierającej dipol i kierunek rozchodzenia się fali. Zwyczajowo nazywa się ją pionową, gdy dipol jest pionowy, choć naprawdę pionową jest ona jedynie w płaszczyźnie symetrii dipola.
Radiofonia na falach długich i średnich używa polaryzacji pionowej ze względu na wykorzystanie pionowego masztu jako anteny. Telewizja w transmisji naziemnej oraz radiofonia UKF używa zwykle polaryzacji poziomej. Służby techniczne pracujące na zakresie fal decymetrowych, by ograniczyć wzajemne zakłócenia telewizji i służb stosują polaryzację pionową.
W telewizji satelitarnej różną polaryzację stosuje się do zwiększenia liczby kanałów dostępnych w tym samym paśmie.
Antena wytwarzająca falę spolaryzowaną kołowo składa się z dwóch dipoli ustawionych prostopadle i zasilanych drganiami z przesunięciem fazowym o 90°.
Fale radiowe o zasięgu większym niż horyzontalny w wyniku odbić i rozproszeń tracą i zmieniają swoją polaryzację. Skala tego zjawiska jest bardzo różna, zależy od długości fali, pory dnia i położenia geograficznego.

### Defektoskopia

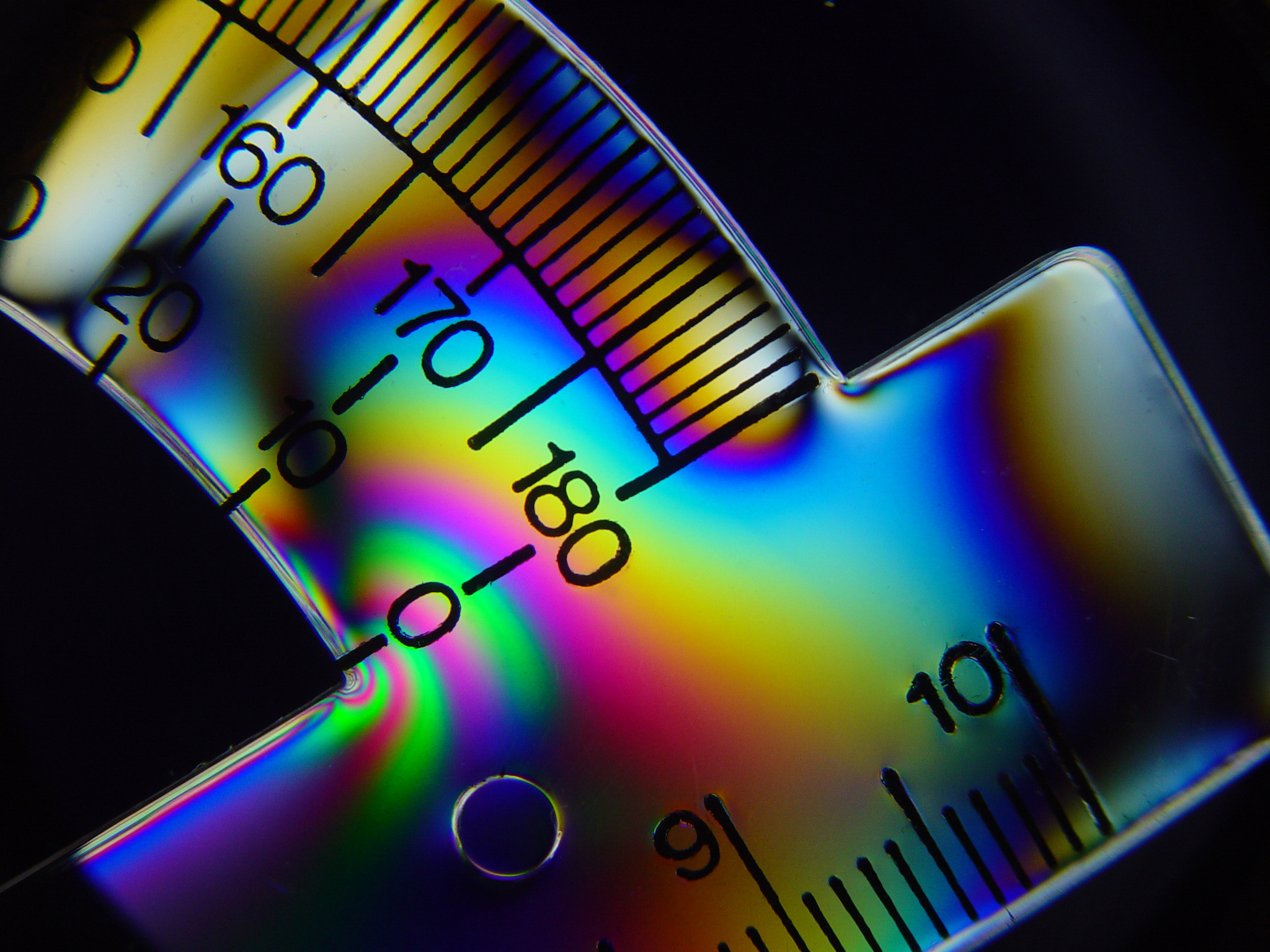
Naprężenia wewnątrz przedmiotu z masy plastycznej widoczne w świetle spolaryzowanym

Źródłem anizotropii optycznej materiału może być również naprężenie wewnątrz materiału. Zjawisko to można wykorzystać do wykrywania i analizy naprężeń – w defektoskopii lub badaniu prototypów. Model odtwarzający kształty części urządzenia może być wykonany z przezroczystego materiału i zostać poddany próbom wytrzymałościowym. Jednocześnie odpowiedni układ optyczny pozwala na obserwację zmian polaryzacji przechodzącego światła (zwykle w postaci barwnych prążków), charakterystycznych dla naprężeń występujących wewnątrz materiału.

### Mikroskop polaryzacyjny

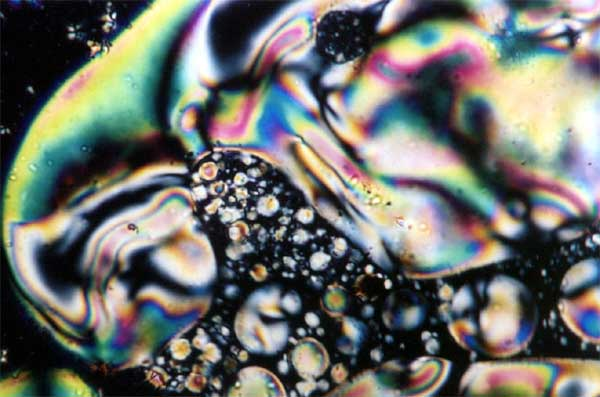
Zdjęcie tekstury ciekłego kryształu pod mikroskopem polaryzacyjnym

W mikroskopie polaryzacyjnym stosowane są dwa skręcone względem siebie o kąt prosty filtry polaryzacyjne. Jeden z nich polaryzuje światło oświetlające obiekt, przez drugi prowadzi się obserwacje. Jeżeli obserwowany obiekt nie obraca płaszczyzny polaryzacji, to światło nie przechodzi przez układ i obraz jest ciemny. Jeżeli próbka obraca płaszczyznę polaryzacji następuje rozjaśnienie obrazu, często barwne, gdyż kąt obrotu płaszczyzny polaryzacji zwykle zależy od długości fali światła.
Mikroskop polaryzacyjny umożliwia obserwacje wielu obiektów czynnych optycznie – krystalicznych ziarn minerałów, tekstur tworzonych przez ciekłe kryształy, elementów struktur biologicznych. Umożliwia on obserwowanie przemian fazowych i wyznaczanie ich temperatur.

### Radioastronomia i radary
Spolaryzowane liniowo wiązki fal radiowych wykorzystywane są w technice radarowej. W radioastronomii obserwacja polaryzacji światła pozwala określić, czy zostało ono rozproszone przed dotarciem do teleskopu.

### Zoologia
Niektóre zwierzęta mają zdolność do postrzegania polaryzacji światła. Wykorzystują ją do określania kierunku w przestrzeni. Płaszczyzna liniowej polaryzacji światła rozproszonego w atmosferze jest prostopadła do kierunku, z którego świeci Słońce. Z tej własności światła korzystają niektóre owady, między innymi pszczoły. Mózg pszczoły rejestruje odległość oraz kąt względem Słońca na trasie, jaką pokonuje ona, wracając z nektarem do gniazda. W środku owad rozpoczyna specjalny taniec, którym przekazuje te informacje innym pszczołom. Polaryzacja światła jest widoczna również dla oczu ptaków. Oprócz nawigacji ptaki używają uzyskanych w ten sposób informacji do poszukiwania prądów wznoszących, pozwalających im na szybowanie bez wydatkowania energii.
Polaryzacja jest postrzegana także przez ośmiornice, kałamarnice oraz mątwy. Zwierzęta te wykorzystują spolaryzowane światło do komunikacji. Ich ciała pokrywają wzory widoczne tylko przez filtry polaryzacyjne. Niektóre głowonogi mają też zdolność do dynamicznych zmian tych wzorów. W ten sposób mogą przekazywać sobie sygnały godowe lub odstraszać napastników.
W pewnym stopniu polaryzację liniową światła może rozpoznać także ludzkie oko. Jest to możliwe dzięki zjawisku entoptycznemu zwanemu figurą Haidingera.

## Opis teoretyczny

### Fale płaskie
Płaska fala elektromagnetyczna cechuje się tym, że jej wektor falowy, wskazujący kierunek rozchodzenia się fali, jest taki sam w każdym punkcie przestrzeni, a jej wektor indukcji magnetycznej oraz wektor natężenia pola elektrycznego są do siebie prostopadłe i leżą w jednej płaszczyźnie prostopadłej do kierunku propagacji fali. Wektory te są zależne od siebie i podanie jednego z nich jednoznacznie określa drugi. Przyjmuje się, że polaryzację światła określa wektor pola elektrycznego.
Składowe wektora natężenia pola elektrycznego można opisać funkcjami sinusoidalnymi, a zatem wystarczy podać ich fazę, amplitudę oraz częstotliwość, aby je jednoznacznie określić, przy czym obie składowe wektora pola elektrycznego zawsze mają taką samą częstotliwość, która odpowiada częstotliwości analizowanej fali elektromagnetycznej.

#### Opis matematyczny
Równanie fali poprzecznej rozchodzącej się wzdłuż osi Z oraz oscylacje w wybranym punkcie {\displaystyle (z=0)} mogą być opisane wzorami:
{\displaystyle \Psi (z,t)={\hat {x}}A_{x}\cos(\omega t-kz+\varphi _{x})+{\hat {y}}A_{y}\cos(\omega t-kz+\varphi _{y}),}
{\displaystyle \Psi (t)={\hat {x}}A_{x}\cos(\omega t+\varphi _{x})+{\hat {y}}A_{y}\cos(\omega t+\varphi _{y}),}
gdzie:
{\displaystyle {\hat {x}},{\hat {y}}} – odpowiednio wersory osi X i Y, określające kierunek drgań,
{\displaystyle A_{x},} {\displaystyle A_{y}} – amplitudy oscylacji w określonych kierunkach,
{\displaystyle \varphi _{x},\varphi _{y}} – przesunięcia fazowe oscylacji.
Jeżeli {\displaystyle \varphi _{x}=\varphi _{y}} lub {\displaystyle \varphi _{x}=\varphi _{y}\pm \pi } to oscylacje te można przedstawić jako {\displaystyle \Psi (t)={\hat {v}}A_{v}\cos(\omega t+\varphi _{v})} co odpowiada polaryzacji liniowej w kierunku {\displaystyle v.}
Jeżeli {\displaystyle \varphi _{x}=\varphi _{y}-{\frac {1}{2}}\pi } oraz {\displaystyle A_{x}=A_{y}=A} to bez uwzględniania fazy początkowej oscylacje można opisać równaniem {\displaystyle \Psi (t)=A({\hat {x}}\cos(\omega t)-{\hat {y}}\sin(\omega t)).} Równanie to jest równaniem okręgu i oznacza polaryzację kołową.
W ogólnym przypadku, gdy składowe mają różne amplitudy, wypadkowy ruch jest elipsą, stan ten opisuje pierwsze z przytoczonych równań, będące parametrycznym równaniem elipsy, a taki stan polaryzacji jest polaryzacją eliptyczną.

#### Analiza Jonesa
Stosując wzór Eulera przyjmując, że znaczenie fizyczne ma tylko część rzeczywista wektora, równanie fali poprzecznej można opisać równaniem:
{\displaystyle \Psi (z,t)=\exp {i(kz-\omega t)}({\hat {x}}A_{x}\exp(i\varphi _{x})+{\hat {y}}A_{y}\exp(i\varphi _{y})).}
Równanie to jest iloczynem, w którym pierwszy czynnik odpowiada za „falowanie”, drugi będący sumą wektorów ma wartość stałą dla danej fali i opisuje jej stan polaryzacji.
Pomijając w zapisach czynnik oscylacyjny oraz zapisując drugi czynnik w konwencji wektorowej stan polaryzacji, można opisać w postaci:
{\displaystyle \mathbf {e} ={\begin{bmatrix}a_{1}e^{i\theta _{1}}\\a_{2}e^{i\theta _{2}}\end{bmatrix}}.}
gdzie: {\displaystyle a_{1},a_{2}} – amplitudy w składowych fali w dwóch ortogonalnych kierunkach, a {\displaystyle \theta _{1},\theta _{2}} – przesunięcia fazowe składowych fal.
Analizę taką z zastosowaniem wektorów i macierzy liczb zespolonych opracował w 1941 r. R.C. Jones. Metoda ta zwana jest rachunkiem Jonesa. W analizie tej stan polaryzacji światła przedstawiany jest wektorem Jonesa, a układ optyczny opisuje macierz Jonesa.
Różne wektory Jonesa mogą reprezentować tą samą elipsę, a więc taki sam stan polaryzacji. Fizyczne pole elektryczne, jako część rzeczywista wektora Jonesa może być różna, ale stan polaryzacji jednakowy, gdyż stan polaryzacji jest niezależny od absolutnych wartości faz, ale zależy od różnic faz odpowiadającym wybranym osiom.
Wektory bazowe wykorzystywane do opisu polaryzacji fali mogą być dowolną parą wektorów leżących w płaszczyźnie prostopadłej do kierunku rozchodzenia się fali, muszą to być wektory ortogonalne. Można zbudować z nich dowolny wektor w tej płaszczyźnie. Często w miejsce wektorów układu kartezjańskiego wybierane są wektory reprezentujące prawoskrętną i lewoskrętną polaryzację kołową.

#### Parametryczny opis polaryzacji

Schemat elipsy opisującej polaryzację

Odbicie fali płaskiej od płaszczyzny prostopadłej do płaszczyzny rysunku. Składowe fali znajdują się w płaszczyźnie rysunku, podczas gdy składowe są do niej prostopadłe oznaczone są kółkami

Jak przedstawiono wyżej w opisie i na rysunkach każdą falę spolaryzowaną, zarówno liniowo, kołowo, jak i eliptycznie można przedstawić jako złożenie dwóch fal o jednakowej częstotliwości drgających w kierunkach wzajemnie prostopadłych i prostopadłych do kierunku rozchodzenia się fali. Każdą spolaryzowaną falę można przedstawić także jako sumę fal spolaryzowanych kołowo. Fala spolaryzowana liniowo jest sumą fali spolaryzowanej lewo- i prawoskrętnie.
Polaryzacja eliptyczna jest ogólnym stanem polaryzacji fali płaskiej, dlatego by opisać taką polaryzację można posłużyć się równaniami elipsy. W przypadku fali elektromagnetycznej elipsa ta odpowiada torowi końca wektora natężenia pola elektrycznego. Podobnie jak elipsę można opisać różnymi równaniami, tak i polaryzację można opisać w różny sposób. Oprócz wyżej podanego parametrycznego równania zależnego od współrzędnych (X i Y), często parametrami opisującymi polaryzację są: kąt pomiędzy osią X i główną półosią elipsy {\displaystyle (\psi )} oraz współczynnik eliptyczności, czyli stosunek głównej i mniejszej półosi elipsy {\displaystyle (\varepsilon ).} Czasami używa się też współczynnika kąta eliptyczności {\displaystyle (\chi )} obliczanego jako arctg{\displaystyle (\varepsilon )} (szczegóły w artykule elipsa). Na schemacie obok oznaczono poszczególne parametry.

#### Stosowane nazewnictwo
Niezależnie od tego czy polaryzacja opisywana jest poprzez parametry geometryczne czy przez wektory Jonesa, kierunek rozchodzenia się fali narzuca wybór układu współrzędnych, drgania odbywają się w płaszczyźnie prostopadłej do kierunku rozchodzenia się fali dlatego kierunki bazowe muszą leżeć w tej płaszczyźnie. Wynika stąd, że wybór układu dopuszcza obrót wokół kierunku propagacji.
Jeżeli rozważane jest światło (fala) rozchodzące się poziomo do powierzchni ziemi, powszechnie przyjęto określanie polaryzacji poziomej (horyzontalnej) i pionowej (wertykalnej). W publikacjach układ współrzędnych wiąże się z płaszczyzną ilustracji, wprowadzając pojęcie polaryzacji równoległej do płaszczyzny padania oznaczanej przez {\displaystyle p} oraz polaryzacji prostopadłej – oznaczanej przez {\displaystyle s,} dlatego, że płaszczyzna padania przeważnie jest płaszczyzną ilustracji. Taka sytuacji została zilustrowana na diagramie po prawej. 
W astronomii powszechnie kierunki polaryzacji określa się względem układu współrzędnych równikowych.

#### Polaryzacja częściowa
Obraz fali przedstawiony powyżej jest dużym uproszczeniem. W rzeczywistości większość fal nie jest wytwarzana przez jedno źródło, lecz przez bardzo wiele niezależnych źródeł drgających w przypadkowych kierunkach z przypadkowymi amplitudami. W takiej sytuacji suma emisji wszystkich źródeł, daje w efekcie promieniowanie całkowicie pozbawione polaryzacji. W fali niespolaryzowanej drgania występują we wszystkich możliwych kierunkach z jednakowym prawdopodobieństwem. W pewnych sytuacjach jeden z kierunków drgań może stać się uprzywilejowany i drgania w tym kierunku będą zachodziły z większą amplitudą niż w innych, co powoduje częściową polaryzację. Gdyby końce wektorów pola elektrycznego dla takiego promieniowania nanieść na wykres, uzyska się rozmazany kształt przypominający wypełnioną elipsę dla fali częściowo spolaryzowanej liniowo, a elipsę z mniejszym wypełnieniem w środku dla fali spolaryzowanej częściowo eliptycznie. Dla polaryzacji częściowej określa się poziom polaryzacji.